# Víctor Manuel Fernández (cardenal)
Víctor Manuel "Tucho" Fernández (Alcira Gigena, 18 de juliol de 1962) és un eclesiàstic, teòleg, biblista, professor i escriptor catòlic argentí. És el prefecte del Dicasteri per a la Doctrina de la Fe, des de setembre de 2023. Va ser arquebisbe de La Plata, de 2018 a 2023 i rector de la Universitat Catòlica Argentina, entre 2009 i 2018.

## Biografia
Víctor Manuel Fernández va néixer el 18 de juliol de 1962, a la localitat argentina d'Alcira Gigena, Còrdova. Fill d'Emilio Fernández i Yolanda Martinelli.
Va ser anomenat "Tucho" en honor al futbolista Norberto «Tucho» Méndez.
El 1979, després de realitzar estudis a l'Institut Prevere Pedro Caviglia, va obtenir el títol de perit mercantil.
Va ingressar al Seminari Major de Còrdova , on va realitzar els estudis eclesiàstics.
El 1988, va obtenir la llicenciatura en Teologia bíblica a la Pontifícia Universitat Gregoriana, i el 1990 va obtenir el doctorat en Teologia per la Facultat de Teologia de la Universitat Catòlica Argentina, amb una tesi sobre la relació entre el coneixement i la vida a Sant Buenaventura.

### Sacerdoci
Va ser ordenat diaca el 21 de desembre de 1985. La seva ordenació sacerdotal va ser el 5 d'agost de 1986, a les mans del bisbe Adolfo Arana; incardinant-se a la diócesi de Río Cuarto.
Allà va exercir de formador i director d'estudis del Seminari de Rio Cuarto (1988-1993 i 2000-2007), director de Catequesi i assessor de moviments laïcals (1989-1997), va fundar i dirigir el Professorat en Ciències Sagrades i Filosofia «Jesús Bon Pastor» a Rio Cuarto, l'Institut Diocesà de Formació Laïcal a Rio Cuarto (1990-1993), va ser rector de la parròquia de Santa Teresina (1993-2000) i va exercir de delegat d'ecumenisme (2003-2005).
A finals de la dècada de 1990 i per recomanació del llavors arquebisbe Jorge Bergoglio, havia rebutjat una proposta per radicar-se a Colòmbia i dirigir un institut teològic a Bogotà.
Va ser perit de la Comissió de Fe i Cultura i del Secretariat per a la Formació Permanent de la Conferència Episcopal Argentina; lector de la Comissió de Catequesi dels bisbes argentins. També va ser membre de l'equip de reflexió que va assessorar l'episcopat argentí per actualitzar les orientacions pastorals.
També va treballar al Consell Episcopal Llatinoamericà (CELAM), en el camp de la reflexió teològica pastoral.
El 2007 va participar en la V Conferència General de l'Episcopat Llatinoamericà i del Carib a Apareguda com a sacerdot en representació d'Argentina i després com a membre del grup que va redactar el document final.
Va ser professor d'ètica, psicologia, hermenèutica, exegesi, teologia espiritual i Nou Testament I, II i III al Professorat “Jesús Bon Pastor”, i després de teologia moral III, antropologia teològica, escatologia i de diversos seminaris a la Facultat de Teologia de la UCA. També va fer de professor d'Antropologia a l'Institut Teològic Franciscà SA de Pàdua.
Va ser Vicedegà (2002-2008) i degà (2008-2009) de la Facultat de Teologia de la Universitat Catòlica Argentina, director de la Revista Teologia (2003-2008) i president de la Societat Argentina de Teologia (2007-2009).

### Rector de la UCA
El 15 de desembre de 2009, després de ser proposat pel cardenal Jorge Bergoglio, va assumir el rectorat de la Universitat Catòlica Argentina. Tot i això, recentment va poder prestar el jurament corresponent el 20 de maig de 2011, quan la seva designació finalment va rebre la confirmació de la Congregació per a l'Educació Catòlica que exigeix l'estatut de la universitat, després de respondre i sortejar objeccions que li arribaven des de la Congregació per a la Doctrina de la Fe a partir de queixes anònimes enviades des d'Argentina pel que fa al contingut d'alguns articles de la seva autoria. Es va exercir com a rector fins al 24 d'abril del 2018, i va ser succeït pel doctor Miguel Ángel Schiavone.

#### Gestió
Durant la seva gestió es va crear la Facultat de Ciències Socials, un baròmetre sobre addiccions dins de l'Observatori del Deute Social, una Coordinació de Compromís Social dedicada a treballar en viles de Buenos Aires i la denominada Càtedra Pontifícia, orientada a estudiar el pensament dels darrers pontífexs.
A més, van ser aprovats el Projecte Institucional de la Universitat per al quinquenni 2011-2016, els nous estatuts dels òrgans del govern estudiantil, les designacions de nous professors ordinaris ordinarios i la creació de noves carreres. També es van produir ampliacions edilícies a les seus de Puerto Madero, Rosario i Mendoza, es va construir l'hospital universitari a l'Hospital Britànic, es va crear el repositori digital a la biblioteca central, i es va afavorir la concessió de beques a alumnes provinents de sectors vulnerables de la societat.
Al llarg del seu mandat, la Universitat va organitzar i també va allotjar esdeveniments públics rellevants com el Primer Congrés Nacional de Doctrina social de l'Església, les commemoracions del Bicentenari Patri i del Cinquantenari de l'Obertura del Concili Vaticà II; les dissertacions de personalitats de renom internacional com l'exgerent del FMI Michel Camdessus, l'expresident del BID Enrique Iglesias, l'expresident d'Uruguai Julio María Sanguinetti, el secretari general de la Congregació per a l'Educació Catòlica Mons. Jean-Louis Bruguès, el president del Pontifici Consell per a la Família Mons. Vincenzo Paglia i el cardenal Christoph Schönborn; i el lliurament de doctorats honoris causa al cardenal Gianfranco Ravasi, el biblista Luis H. Rivas i el rabí Abraham Skorka. Així mateix, el Pavelló de les Belles Arts va albergar diverses mostres artístiques, destacant-se les exposicions de Marta Minujín, del Museu de la Bíblia dels Estats Units i d'Alejandro Marmo.
El seu període al capdavant del govern universitari va coincidir amb les primeres publicacions del rànquing de classificació acadèmica d'universitats llatinoamericanes elaborat per Quacquarelli Symonds , en el qual la Universitat Catòlica Argentina va aconseguir la seva millor ubicació en assolir el dinovè lloc el 2013, caient posteriorment al vint-i-dosè lloc el 2014 i el vint-i-sisè el 2015.
També en el transcurs de la seva gestió es van produir reclams estudiantils i la Federació d'Estudiants de la Universitat va fer tant protestes com presentacions formals per diversos motius entre els quals es poden esmentar els elevats preus de les fotocòpies; l'aplicació de móres aranzelàries contràries a les normatives internes de la institució; l'aprovació d'un paquet de mesures econòmiques que va disposar, entre altres qüestions, el cobrament de torns d'exàmens i l'augment del recàrrec per aranzels deguts, davant d'això es va elevar un document amb prop de vint propostes per solucionar les problemàtiques acadèmiques i administratives de la universitat que causaven retards als estudis, com també per evitar que s'infringissin normatives internes que regulen el lliurament de beques de mitjana elevada,la qual cosa afectava alumnes pertanyents a les seus de l'interior de l'univers país.

### Episcopat

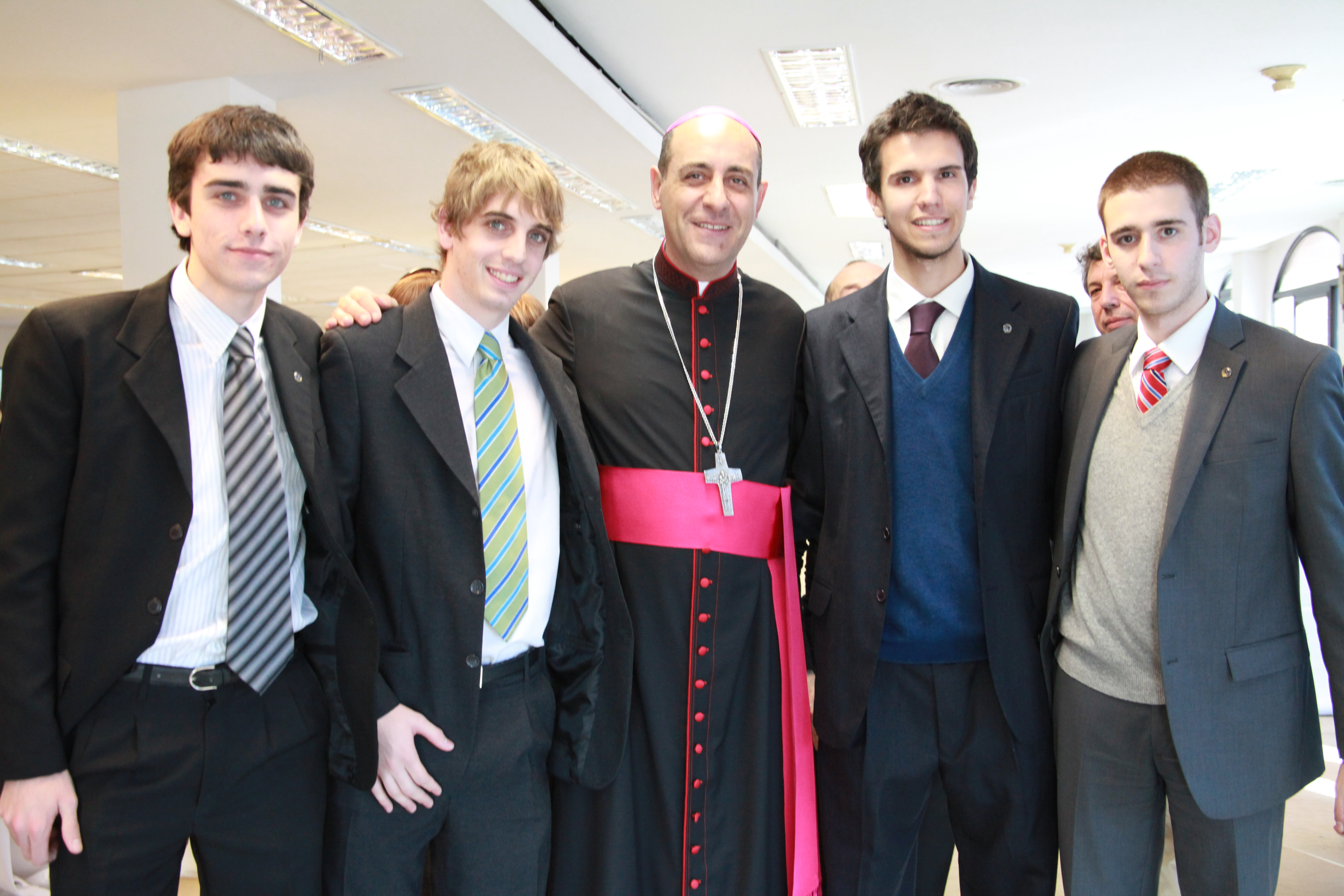
Fernández (centre) amb estudiants de la FEUCA el dia de la seva consagració episcopal.

El 13 de maig de 2013, el papa Francesc el va nomenar arquebisbe titular de Tibúrnia. Va ser consagrat el 15 de juny del mateix any, a la catedral de Buenos Aires, a mans de l'arquebisbe Mario Aurelio Poli.
El 29 de març de 2014, va ser nomenat membre del Consell pontifici per a la Cultura, i el va convocar per participar en qualitat de vicepresident de la comissió per al missatge del Sínode extraordinari de bisbes sobre la família (2014).
Home de confiança del pontífex, se li van atribuir aportacions al papa Francesc per a l'exhortació Evangelii gaudium. El papa va citar com a referència 207 d'aquest document pontifici un treball de Fernández. També se li va atribuir una col·laboració en la redacció de l'encíclica Laudato si' sobre la cura de l'ambient.
Va ser membre de nòmina pontifícia de la XIV Assemblea General Ordinària del sínode de bisbes (2015). En aquest marc, el papa Francesc el va nomenar membre de la comissió per a l'elaboració de la Relació Final, tasca que va implicar ajudar a trobar els consensos entre els 265 pares sinodals i que va culminar amb un document aprovat amb majoria qualificada de dos terços dels vots.
El 2017 va ser elegit president de la Comissió de Fe i Cultura de la Conferència Episcopal Argentina.

#### Arquebisbe de La Plata
El 2 de juny de 2018, el papa Francesc el va nomenar arquebisbe de La Plata. Va prendre possessió canònica el dia 16 del mateix mes, durant una cerimònia a la catedral de la Plata.
El 29 de juny de 2018, en una cerimònia a la basílica de Sant Pere, va rebre el pal·li arquebisbal de mans del papa Francesc. El 14 de juliol del mateix any, en una cerimònia a la Catedral de la Plata , va rebre la imposició del pal·li arquebisbal de mans del nunci apostòlic, Léon Kalenga Badikebele.
El 27 d'abril de 2019, va ser confirmat com a membre del Consell pontifici per a la Cultura ad aliud quinquennium.
El 14 de desembre de 2021 va ser confirmat com a consultor de la Congregació per a l'Educació Catòlica ad aliud quinquennium.
El 18 de febrer de 2023, va ser nomenat membre del Dicasteri per a la Cultura i l'Educació.

#### Prefecte del Dicasteri per a la Doctrina de la Fe
L'1 de juliol de 2023, el papa Francesc el va nomenar prefecte del Dicasteri per a la Doctrina de la Fe, president de la Comissió Pontifícia Bíblica i de la Comissió Teològica Internacional. Va assumir el càrrec el setembre del mateix any.

### Cardenalat
Va ser creat cardenal pel papa Francesc durant el consistori del 30 de setembre de 2023, amb el títol de cardenal diaca de  Santi Urbano e Lorenzo a Prima Porta.
El 4 d'octubre de 2023 va ser nomenat membre de la Secció per a les qüestions fonamentals de l'evangelització al món del Dicasteri per a l'Evangelització, de la Secció per a la primera evangelització i les noves Esglésies particulars del Dicasteri per a l'Evangelització, del Dicasteri per a les Esglésies Orientals, del Dicasteri per als Bisbes, del Dicasteri per als Instituts de Vida Consagrada i les Societats de Vida Apostòlica, del Dicasteri per als Laics, la Família i la Vida i del Dicasteri per a la Cultura i l'Educació.
El 20 d'octubre de 2023 va ser nomenat membre del Dicasteri per als Textos Legislatius.
El 23 de gener de 2024 va ser nomenat membre del Dicasteri per a la Promoció de la Unitat dels Cristians.

## Publicacions
Va ser codirector de diversos llibres publicats per la Facultat de Teologia de la UCA.
Compta amb més de 300 publicacions a Argentina i a diversos països d'Amèrica Llatina i Europa, entre les quals es poden trobar articles científics, subsidis i llibres, alguns dels quals han estat traduïts a l'anglès, al portuguès, al francès, a l'italià i al polonès. Els escrits d'espiritualitat combinen erudició amb sentit pràctic, aportacions de la psicologia, l'exegesi bíblica i el diàleg amb les diverses religions.
La seva obra Il progetto di Francesco. Dove vuole portare la Chiesa, publicada amb el periodista italià Paolo Rodari, ofereix claus per a la comprensió de la forma mentis del papa Francesc i va tenir àmplies repercussions en àmbits catòlics europeus.
El seu llibre Teologia espiritual encarnada va ser mostrat en un capítol de la telenovel·la argentina Esperanza mía que narra l'amor entre un sacerdot i una monja. L'arquebisbe va prendre l'aparició del seu llibre amb sentit de l'humor, en contraposició a les crítiques per part d'alguns sectors catòlics conservadors que es van manifestar contra aquesta emissió televisiva i, posteriorment, d'aquesta actitud de Fernández.
Entre els seus llibres es troben els següents:
Teologia
- Salir de sí. Plenitud de conocimiento y de vida, 1991.
- Dios y el hombre en los límites, 1993.
- Sáname con tu boca. El arte de besar, 1995.
- La pasión mística. Espiritualidad y sensualidad, 1998.
- Actividad, espiritualidad y descanso, 2001.
- Vivir en paz, 2003.
- Catequesis con Espíritu, 2003.
- La gracia y la vida entera, 2003.
- Claves para vivir en plenitud, 2003.
- Teología espiritual encarnada. Profundidad espiritual en acción, 2004
- La oración pastoral, 2006
- Gracia. Nociones básicas para pensar la vida nueva, 2010.
- Contemplativi nell´azione attivi nella contemplazione, 2014.

Teologia bíblica i exégesi bíblica
- San Juan y su mundo. Comentario al cuarto Evangelio, 1992.
- El Apocalipsis y el tercer milenio, 1998.
- El Evangelio de Juan. Un comentario pastoral, 1999.
- El Evangelio de cada día. Comentario, 2000.
- El Evangelio de cada día. Santoral, 2003.
- Para mejorar tu relación con María, 2004.
- Cómo interpretar y comunicar la Palabra de Dios. Métodos y recursos prácticos, 2008.
- Pablo apasionado. De Tarso hasta su plenitud, 2008.
- El Evangelio del Domingo 1. Comentario para meditar, 2012.
- El Evangelio del Domingo 2. Comentario para meditar, 2012.
- El Evangelio del Domingo 3. Comentario para meditar, 2013.